# 古地下水
古地下水，又称原生水或化石水（英语：Fossil Water），是一种很長時期密封於蓄水層裡的地下水。数千甚至数百万年前因為周圍地质的變化，某些地下水從此被密封於“化石含水層”裡，而不再受到地下水循環的補充，就成了所謂的化石水。
努比亚砂岩含水层系统是其中最显着的化石水儲量之一。此外，在撒哈拉沙漠，喀拉哈里沙漠及美国大平原的地下也存有化石蓄水層。
化石水是种不可再生的的资源，因为不像多数的含水层般能得到自然降雨渗透水的补给，化石含水层所得到的补给基本上非常少。在沙特阿拉伯，化石水尤其被大量开采为农业灌溉。